# Prećski Školj
Prećski Školj je nenaseljeni otočić uz južnu obalu Mljeta.
Njegova površina iznosi 0,038 km². Dužina obalne crte iznosi 0,81 km.